# 1445
Cette page concerne l'année 1445  du calendrier julien.
L'année 1445 est une année commune qui commence un vendredi.

## Événements
- 25 décembre[1] : le roi éthiopien Zara Yacoub bat les sultans d’Ifat et d’Adal à Gomit, mettant fin aux luttes entre chrétiens et musulmans en Éthiopie.

- Début du règne de Alam Shah Sayyid, sultan de Delhi (fin en 1451)[2].
- Les Portugais fondent une factorerie sur l’île Arguin. Henri le Navigateur passe un accord avec les commerçants arabes : les caravelles portugaises obtiennent un monopole décennal. On échange blé et tissus contre or et esclaves[3].

### Europe
- 9 janvier : l'ordonnance dite de Nancy prescrit la réorganisation et l’épuration de l’armée royale en France[4].
- 8 avril: Marguerite d'Anjou (1429-1482) épouse Henri VI d'Angleterre.
- 19 mai : première bataille d’Olmedo en Castille.
- 26 mai : ordonnance de Louppy-le-Châtel. Création par Charles VII des premières troupes permanentes (les compagnies d'ordonnance) en France, ancêtres des armées régulières françaises[5].
- Printemps : les troupes d'Écorcheurs du dauphin Louis, revenant de Suisse et de Haute-Alsace, ravagent la Bourgogne[6].
- 19 juin : ordonnance de Sarry-les-Châlons faisant de la taille un impôt permanent en France, pour financer les réformes militaires. Les nobles en sont exemptés et doivent en compensation suivre le métier des armes[7].
- 7 juillet : bataille de Souzdal, sur la Kamenka. Le prince de Moscou Vassili II, vaincu par les Mongols de Kazan, est fait prisonnier et doit payer une très forte rançon (1er octobre). D’importantes concessions sont faites aux princes tatars[8].
- Août - septembre : expédition de la flotte bourguignonne sur le Danube à la recherche du roi Ladislas III Jagellon et du cardinal Giuliano Cesarini que l’on dit encore vivant (Walerand de Wavrin, Regnauld de Comfide, Jacot de Thoisy, le cardinal vénitien Francesco Condulmer, accompagnés par les forces valaques de Mircea). Elle assiège Silistra (16 août), Turtucaia (29 août), Giurgiu et Rusciuc. À Rusciuc, Vlad Dracul, qui participe à l'expédition, accueille en Valachie 12 000 Tsiganes venus de Bulgarie[9].
- 29 août : prise de Turtucaia et massacre de la garnison ottomane par les croisés[10].
- 12 septembre : parvenu devant Nicopolis la flotte croisée fait sa jonction avec Jean Hunyadi qui décide de lever le siège et de faire passer le Danube aux troupes au confluent de la rivière Jiu. Les troupes du sultan se retirent et Hunyadi refuse de les poursuivre (1er octobre)[10].
- Automne : Mahmutek (en) succède à Ulugh Muhammad (en) comme khan de la Horde d'or après l'avoir assassiné (fin en 1464)[11].

- L’humaniste slavon Jean Vitéz de Sredna est nommé évêque de Nagyvarad-Oradea (Hongrie) par son ami Jean Hunyadi[12].